# Simondys
Simondys  ist ein Ort an der deutsch-dänischen Grenze, der zu großen Teilen zu Handewitt, teilweise zu Harrislee sowie zu einem kleinen Teil zum dänischen Gebiet Bau gehört.

## Lage
Die Streusiedlung liegt östlich von Ellund und wird sowohl durch die deutsch-dänische Grenze, wie auch durch die Gemeindegrenze von Harrislee und Handewitt aufgeteilt. Südlich von Simondys liegt Gottrupel. Zu Simondys gehören die Adressen Ellund-Ost 1 bis Ellund-Ost 11. Bei der Adresse Ellund-Ost 2 befindet sich die Haltestelle Ellund-Simondys der Linie 1537. Bei Ellund-Ost 11 befindet sich der „Solarpark Simondys“ (Lage). Auf dänischer Seite der Grenze gehört der Hof Simondysvej 15 zu Simondys. Die Adresse Simondysvej 1–9 am Anfang der Straße werden allgemein nicht mehr zu Simondys gerechnet. Der Hof Simondysvej 11 liegt offensichtlich am Rande von Simondys und trägt den Namen „Petersminde“. Der Simondysvej benennt also in erster Linie den „Weg nach Simondys“. 

## Geschichte
Der Namensbestandteil „-dys“ im Siedlungsnamen verweist auf ein Großsteingrab. Großsteingräber in Dänemark werden „Dysse“ genannt. Bei Simondys befanden sich früher 22 Grabhügel aus der Zeit von 3.500 bis 1.000 v. Chr. (Jungstein- und ältere Bronzezeit), von denen heute noch fünf erhalten sind. Zu diesen gehören das Großsteingrab Rovhoj sowie die zwei Harrisleer Langbetten.
Das Alter von mindestens einem der Höfe lässt sich auf die Zeit des Dreißigjährigen Krieges zurückverfolgen. Im Jahr 1723 soll in Simondys eine Schule errichtet worden sein, die offenbar als gemeinsame Schule für Harrislee, Ellund und Gottrupel diente. 1731 kam es in einer Schulversammlung zwischen den Gemeinden zum Streit hinsichtlich des Unterhalts und der Auswahl der Lehrer der Schule. Der Streit soll in einer wüsten Schlägerei gemündet sein, in welcher die Gemeinde Harrislee unterlag. Aus den Jahren 1803 bis 1833 ist überliefert, dass beim Hof Simondys eine neue Schule errichtet wurde, die von den Dörfern Harrislee, Ellund, Gottrupel und Fröslee als eine Gemeinschaftsschule unterhalten wurde. Eine Nebenschule für die jüngeren Schüler existierte zeitgleich im Dorf Harrislee. Wegen der langen Schulwege der Kinder aus Harrislee, Ellund, Fröslee und Gottrupel wurde die Gemeinschaftsschule Simondys letztlich im Jahr 1833 aufgegeben. Harrislee richtete sich 1934 im eigenen Dorf, in der Berghofstraße, eine neue Schule ein.
Nach dem Ersten Weltkrieg kam es zur Volksabstimmung von 1920 in Schleswig. Durch die danach neu eingerichtete deutsch-dänische Grenze wurde Simondys in einen dänischen und einen deutschen Teil geteilt. Einer der Landwirte von Simondys hatte einen persönlichen Antrag bei der zuständigen Kommission in Flensburg gestellt, trotz des Abstimmungsergebnisses, von Deutschland ausgegliedert und bei Dänemark eingegliedert zu werden. Sein Begehren wurde auf Grund der herrschenden politischen Lage genehmigt, weshalb der Grenzverlauf bei Simondys einen kleinen Haken bildet. (Ein ähnlicher Fall LAG übriges bei Wilmkjer vor.)
Ende der 1950er Jahre richtete die Bundeswehr einen Truppenübungsplatz am südöstlichen Rand von Simondys ein, das heute als Naturerlebnisraum Stiftungsland Schäferhaus dient. Die Einrichtung des Truppenübungsplatzes zerstörte wohl keine Teile der Siedlungsbebauung von Simondys. In den 1960/70er Jahren wurde des Weiteren die A7 gebaut, welche seitdem des westlichen Rand von Simondys durchkreuzt. Im 20. Jahrhundert bestand am östlichen Rand von Simondys zudem, an der Ecke Ellunder Weg/Mühlenweg, zunächst ein Kieswerk, das später zur Deponie der Firma Balzersen umgenutzt wurde. Auf der Deponie Balzersen wurden in der Folgezeit Bauschutt und Grünabfälle deponiert. 1988 wurde eine weitere Deponie namens „Deponie Simondys“, in welcher Abfall und Bauschutt eingelagert wurde, mit Müllkomposterde abgedeckt und geschlossen. Im zur Gemeinde Ellund gehörigen Teil von Simondys wurden 1970 in einer amtlichen Statistik lediglich fünf Bewohner gezählt. Offenbar wurden erst in der Zeit danach die weiteren heutigen Einfamilienhäuser von Simondys errichtet. 2012 wurde auf dem Gelände der „Deponie Simondys“ der „Solarpark Simondys“ aufgebaut.
Das Schleswig-Holsteinische Umweltministerium unter Robert Habeck prüft den Deponie-Standort bei Harrislee-Simondys seit 2015 für die Entsorgung von belastetem (gering verstrahlten, sogenannten freigemessenen) Atomschutt aus den Gebäudekomplexen rund um das Kernkraftwerk Brunsbüttel und das Kernkraftwerk Krümmel. Der Deponiebetreiber erklärte dazu, dass er gegen das Votum der Gemeinde keine Atomabfälle dort lagern wolle.